# Norma (scienze sociali)
La norma sociale è una regola esplicita o implicita concernente la condotta dei membri di una società: oggetto di studio dell'antropologia, della psicologia sociale e della sociologia, le norme sociali prescrivono come devono comportarsi gli individui e gruppi sociali in determinate situazioni.

## Classificazione
Nella società troviamo solitamente due tipi di norme:
- Le norme costitutive hanno la funzione di costituire (cioè generare) una pratica che prima della loro formulazione non esisteva. Rientrano tra queste ad es. le regole dei giochi.
- Le norme regolative si limitano a regolamentare delle pratiche già esistenti. In questo tipo rientra la grande maggioranza dalle norme, dai precetti religiosi alle leggi dello stato.

In virtù della loro dimensione prescrittiva, le norme rappresentano il sistema di aspettative che il gruppo ha rispetto a coloro che ne fanno parte. Per es. il fatto che sulle strade italiane tutti i veicoli circolino sulla corsia destra è conseguenza di una norma sociale appresa; ciò nonostante gli individui non sempre si adeguano in modo automatico e spontaneo. Il codice della strada infatti impone norme formali che non sempre vengono applicate dagli attori sociali. Potremmo quindi sostenere che a fianco delle norme formali che organizzano e strutturano un determinato campo sociale ve ne sono altre, che potremmo definire informali o pratiche, le quali nascono dall'interazione dell'attore sociale con una situazione reale nella quale mette in atto norme pratiche generate a partire dalle norme formali. Per es. benché il codice della strada prescriva il parcheggio nelle sole aree abilitate, in determinate situazioni la gente parcheggia come può. È evidentemente impossibile considerare questo comportamento (o molti altri di questo genere) come un'azione a-sociale, proprio a causa del fatto che questi comportamenti sono socialmente diffusi. Così, questi comportamenti indicano l'esistenza di scarti tra le norme formalmente prescritte e le norme pratiche che guidano i comportamenti degli attori sociali. Ciò nonostante la costruzione di norme pratiche nasce dal "riciclo" delle norme formali, le quali devono essere prese in considerazione come contesto, struttura che pone le basi per l'azione, senza però eliminare gli spazi per l'improvvisazione. Quest'ordine potrebbe essere quindi paragonato alle regole della metrica e della rima per i poeti d'un tempo: una regolamentazione che non impedisce le improvvisazioni.
In conclusione, l'osservazione delle realtà micro-sociali mette in evidenza sfumature che un'analisi macro-sociale spesso nasconde o cancella.
La sola osservazione delle norme che regolano formalmente l'agire dei componenti di un particolare gruppo non ci descrive in realtà l'agire dei membri del gruppo, ma solo le "aspettative" del gruppo rispetto ai suoi membri. Spesso l'agire di questi ultimi però evidenzia uno scarto tra ciò che ci si aspetta che facciano e ciò che veramente fanno. Possiamo dunque affermare che i codici sociali vengono trasformati collettivamente da chi li usa, così che l'ordine imperante funge da supporto a innumerevoli produzioni, fra la cecità dei detentori del potere ai quali sfugge questa creatività (al pari dei «padroni» che non possono vedere ciò che viene inventato di diverso nelle loro fabbriche).

## Controllo sociale
È evidente che la semplice esistenza di norme non comporta il rispetto delle stesse. Per ovviare al problema dell'efficacia normativa, le aggregazioni sociali si avvalgono di un duplice sistema di controllo sociale.
- Il controllo sociale interno (detto anche primario, o informale) opera attraverso la socializzazione dei nuovi membri (per es. neonati e immigrati).
- Il controllo sociale esterno (detto anche secondario, o formale) opera attraverso la sanzione: ogni provvedimento preso nei confronti dell'individuo che attua una particolare condotta. Esistono due tipi di sanzione.
  - La sanzione positiva, sinonimo di ricompensa, consiste nel premiare l'individuo che compie un'azione socialmente desiderabile al fine di incentivarlo.
  - La sanzione negativa, sinonimo di punizione, consiste nel colpire l'individuo che compie un'azione socialmente non desiderabile al fine di disincentivarla.

In una comunità di tipo tribale le dimensioni dell'aggregazione (e le relazioni che l'attraversano) rendono il controllo interno sufficiente a mantenere l'ordine sociale.
In una società complessa come la moderna l'osservanza delle norme non è lasciata semplicemente al controllo sociale informale della collettività, ma è affidata per alcuni aspetti ad organizzazioni che si occupano di mantenere l'ordine sociale con la promulgazione di norme scritte in forma di legge e con un sistema giudiziario che ne cura l'applicazione.